# Тыла
Тыла — деревня в Гайнском районе Пермского края. Входит в состав Гайнского сельского поселения. Располагается южнее районного центра, посёлка Гайны. Расстояние до районного центра составляет 20 км. По данным Всероссийской переписи населения 2010 года, в деревне проживало 11 человек (7 мужчин и 4 женщины).

## История
До Октябрьской революции населённый пункт Тыла входил в состав Гаинской волости, а в 1927 году — в состав Чажеговского сельсовета. По данным переписи населения 1926 года, в деревне насчитывалось 9 хозяйств, проживало 59 человек (27 мужчин и 32 женщины). Преобладающая национальность — коми-пермяки.
По данным на 1 июля 1963 года, в деревне проживало 45 человек. До конца 1962 года населённый пункт входил в состав Чажеговского сельсовета, а в 1963 году деревня вошла в состав Даниловского сельсовета.